# يحيى إدريس
يحيى إدريس ( 1945 في الموصل، العراق - 11 سبتمبر 2020 في بغداد، العراق) باحث موسيقي عراقي.

## حياته
ولد في الموصل عام 1945م، وأنهى دراسته الابتدائية والمتوسطة والثانوية في أربيل، حصل على شهادة البكالوريوس من قسم اللغة العربية من جامعة المستنصرية. كما حصل على ماجستير من معهد البحوث والدراسات التابعة إلى جامعة الدول العربية 1985م بعنوان الحس القومي في المسرحية التاريخية العراقية ما بين الحربين.
رشح مدرسا للغة العربية في دولة الجزائر وانتخب رئيساً للبعثة التربوية في عنابة. عزز مكانته الفنية والثقافية في تأليف وإخراج مسرحيات عن أزمة فلسطين وتضارب المواقف الدولية … وكتب مقالات أدبية في الصحف الجزائرية 1970-1974.
يعد يحيى إدريس واحد من ابرز وأهم أعلام العراق في القرن العشرين في موسعة العلامة الاديب حميد المطبعي. قدم وأعد مجموعة من البرامج التلفزيونية والإذاعية في العراق.

## النشاط الثقافي والفني
أصدرت مجموعة قصصية بعنوان (حفر ودموع) سنة 1966. وشارك في إصدار مجاميع قصص. كما عمل في إصدار مجلة القافلة.
عمل محررا ورئيس قسم الموسيقى في مجلة الإذاعة والتلفزيون ومجلة (فنون). واختص بكتابات دراسات التراث الغنائي وبالتحديد المقام العراقي من 1974م وإلى يومنا هذا.كما عمل معاونا في معهد الفنون الجميلة ثم أستاذ لمادة المسرح العربي. وكذاك سكرتير تحرير مجلة (القيثارة)، حيث أجرى لقاءات عديدة مع كبار فن المقام العراقي منهم الفنان محمد القبانجي ويوسف عمر وشعوبي إبراهيم وإسماعيل لافحام ويونس إبراهيم وحسين الاعظمي وغيرهم.
عمل مدير تحرير لجريدة (فن) سنة 2001-2002 من إصدار دائرة الفنون الموسقية. حيث كتب صفحة (بطاقات موسقية) في جرائد الثورة والعراق والقادسية على مدى أكثر من عشرة سنوات وكان يميل إلى ألحان تجمع بين الأصالة والحداثة ويركز على أسلوب المقامات العراقية ويزكي دورها وريادتها في بناء فن المقام العراقي.
بدأ نشاطه التلفزيوني إلى جانب ممارسة النقد الفني في الصحف والمجلات العراقية في بداية الثمانيات من القرن العشرين بتعاون مع خبير المقام العراقي الحاج هاشم الرجب من خلال إعداد وتقديم سهرة مع المقام العراقي الذي نال تقدير المشاهدين واستمر البرنامج فتره طويلة. إلى جانب برنامج (سهرة مع المقام العراقي) قام يحيى إدريس بإعداد وتنفيذ برنامج ثاني بعنوانه (سهرة تراثية) في المتحف البغدادي نال استحسان الجمهور العراقي واقترح في إحدى الحلقات تأسيس بيت المقام العراقي فنال دعم من وزارة الثقافة. حيث أسس بيت المقام العراقي في منطقة السنك جوار معهد الدراسات الموسيقية وافتتح في سنة 1987 بحضور وزير الثقافة.
أجرى يحيى إدريس مسحا ميدانيا لتراث المقام في جميع محافظات القطر مع تعاون أسرة بيت القام العراقي. كما عمل على تطوير دور بيت المقام العراقي ليشمل افتتاح فروع له في الموصل وديالى وذي قار وكركوك وعمل مدير عام بيوت المقام العراقي.
أقام يحيى إدريس 25 دورة موسيقية ومقامية بالتعاون مع كبار الفنانين منهم سالم عبد الكريم وغانم حداد وكريم هميم وصلاح القاضي وحامد السعدي. زاد البرامج التلفزيونية حافزا لاندماج لون المربع العراقي الذي انتعش واشتهر في برامج يحيى إدريس.
شكل يحيى إدريس لجنة اسشارية في بيت المقام العراقي نضم كبار الفنانين المثقفين لتطوير حركة بيوت المقام والبرامج التلفزيونية منهم الدكتور عبد الله المشهداني، د.حسين علي محفوظ، د.نوري حمودي القيسي.جلال الحنفي، حسيسن قدوري، سلام حسين، عبد الوهاب الشيخلي، عباس جميل، روحي الخماش، غانم حداد وغيرهم.

## البرامج التلفزيوية والإذاعية
- سهرة مع المقام العراقي 1980-1985\قناة الفضائية العراق
- سهرة تراثية 1985-2003\ قناة الفضائية العراق
- على ضفاف التراث 1986-2005 قناة الفضائية العراق
- ينابيع الطرب عند العرب 2003-2010 \ فضائية صلاح الدين
- كلمة ونغم 2005-2006\ فضائية الدريار
- كهوة عزاوي2011-2012 فضائية الرشيد
- تراث ما بيهن النهرين 2004-2008 \فضائية اشور
- مقامات عراقية 2006-2007 فضائية البغدادية
- سهرة تراثية أسبوعية في المتحف البغدادي 1987-2003 استمره النشاط على مدار 15 سنة لمعدل 48 ساعة تلفزيونية مقامية في السنة الواحده..
- النغم الخالد1987-2003 برنامج اذاعي
- على خطى النجوم 2007-2009 فضائية البغدادية
- في رحاب المواليد البنوية الشريفة برنامج اذاعي 1999-2001

## وفاته
توفي يوم الجمعة 11 سبتمبر 2020م الموافق 23 محرم 1442 هـ عن عمر ناهز 75 عامًا بعد معاناته من المرض.